# José Luis de Andrada-Vanderwilde

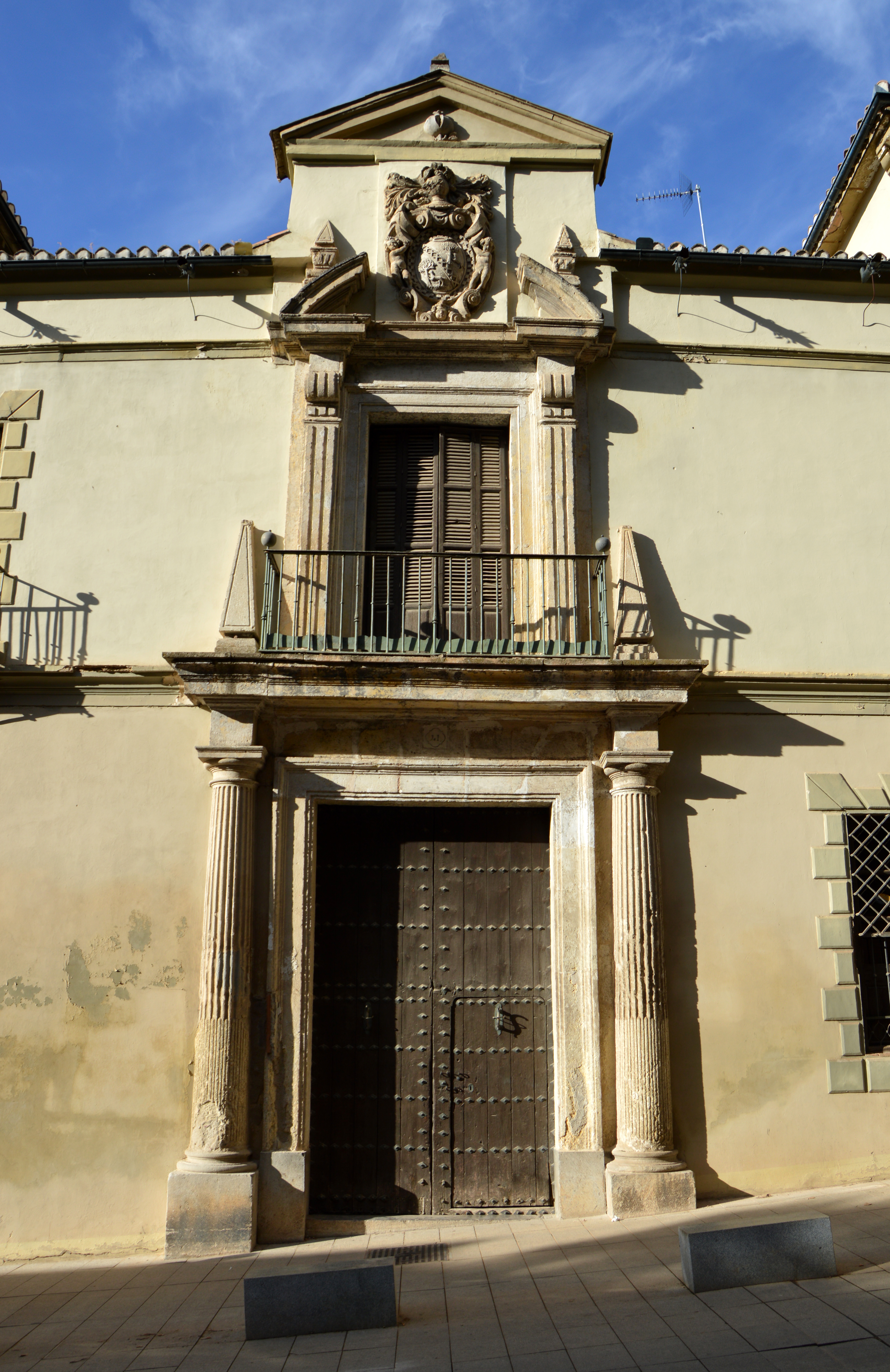
Palacio de los Marqueses de Cartagena en Granada (cuesta de Gomérez), donde residió José Luis de Andrada-Vanderwilde.

José Luis de Andrada-Vanderwilde y Pérez de Herrasti, III marqués de Cartagena (Granada, 28 de diciembre de 1876- Granada, 12 de julio de 1961) fue un aristócrata español.

## Biografía
Era hijo de Luis de Andrada-Vanderwilde y Pérez de Vargas (1844-1932) y de Antonia Pérez de Herrasti y Vasco (1851-1935). Nació en el seno de una de las familias más distinguidas de la aristocracia granadina, emparentada con el general Andrés Pérez de Herrasti y estrechamente vinculada con la Real Maestranza de Caballería de Granada, de la que José Luis Andrada-Vanderwilde sería teniente de Hermano Mayor a principios del siglo XX.
De ideas carlistas, en la década de 1910 desempeñó la jefatura provincial jaimista de Granada, desde cuyo cargo promovió la lucha propagandística —con medios como el semanario tradicionalista La Verdad— y la cooperación entre jaimistas e integristas (acaudillados estos últimos en Granada por el conde del Prado), para lo cual fue constituido el Círculo Antiliberal de Granada, que tuvo su sede en la plaza de las Pasiegas, 8.
Como propietario agrícola, participó en la fundación de la cooperativa agrícola industrial «Bética S.A.», sociedad constituida por propietarios sevillanos y granadinos que construyó fábricas de azúcar.
Gran aficionado a la equitación, participó en romerías y concursos de carretas que fueron comentados en diversos reportajes gráficos de la prensa local de los años 20. En 1943 sería uno de los principales organizadores de la «Copa Nacional» de hípica celebrada en el hipódromo de Armilla.
El rey Alfonso XIII le rehabilitó en 1919 el título vacante de marqués de Cartagena, que había pertenecido a unos familiares suyos. Durante la Segunda República militó nuevamente en las filas de la Comunión Tradicionalista. Tras la guerra civil española, abogó por la restauración de la monarquía. Presidió en Granada el círculo cultural «Jaime Balmes», constituido en 1959 para promover los ideales monárquicos, y llegó a hospedar en su casa a Juan Carlos de Borbón.
A su muerte, la revista Granada Gráfica dijo que había sido un granadino destacado en quien «latía el anhelo de servir a Granada» y que dedicó «sus mejores afanes a engrandecer a su patria chica».
Estuvo casado con Blanca Bachoué de Barraute y Mira-Perceval, ahijada del pretendiente Don Jaime, con quien tuvo por hijos a Luis Javier, Dolores, Fernando, Antonia, José María, Francisco, Juan Armando, Joaquín y Alfonso Carlos Andrada-Vanderwilde y Bachoué de Barraute. Le sucedió en el título de marqués de Cartagena su primogénito Luis Javier de Andrada-Vanderwilde. Su hijo Fernando, ingeniero agrónomo y delegado de las Juventudes Tradicionalistas en la provincia de Badajoz, fue combatiente requeté y murió en la toma de Almendralejo a la edad de 25 años.